# Synsphyronus lineatus
Synsphyronus lineatus es una especie de arácnido del orden Pseudoscorpionida de la familia Garypidae.

## Distribución geográfica
Se encuentra en Nueva Zelanda.